# دوغلاس إيوارت
دوغلاس إيوارت (بالإنجليزية: Douglas Ewart)‏ هو معلم موسيقى أمريكي، ولد في 1946 في كينغستون في جامايكا.

## وصلات خارجية
- دوغلاس إيوارت على موقع ميوزك برينز (الإنجليزية)
- دوغلاس إيوارت على موقع أول ميوزيك (الإنجليزية)
- دوغلاس إيوارت على موقع ديسكوغز (الإنجليزية)